# Війка

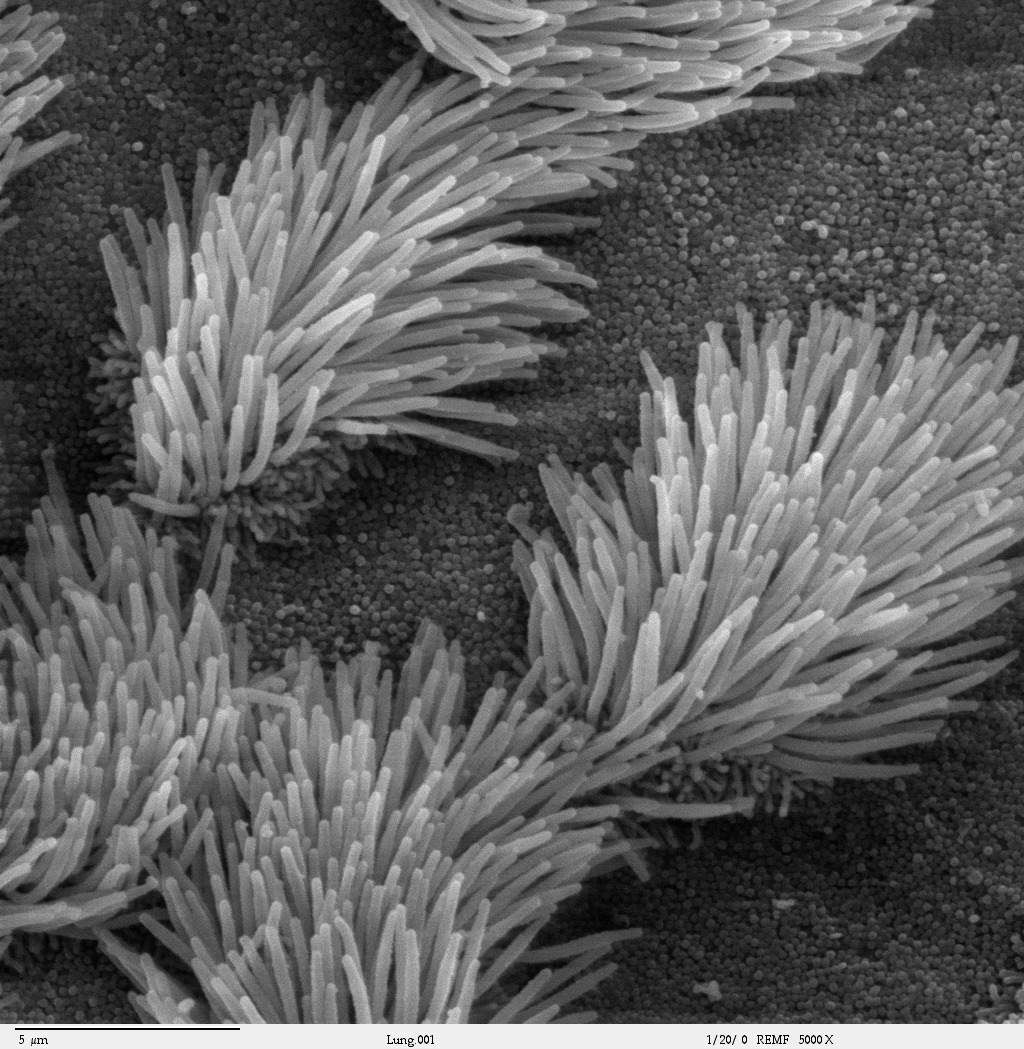
Війки на поверхні трахеї.

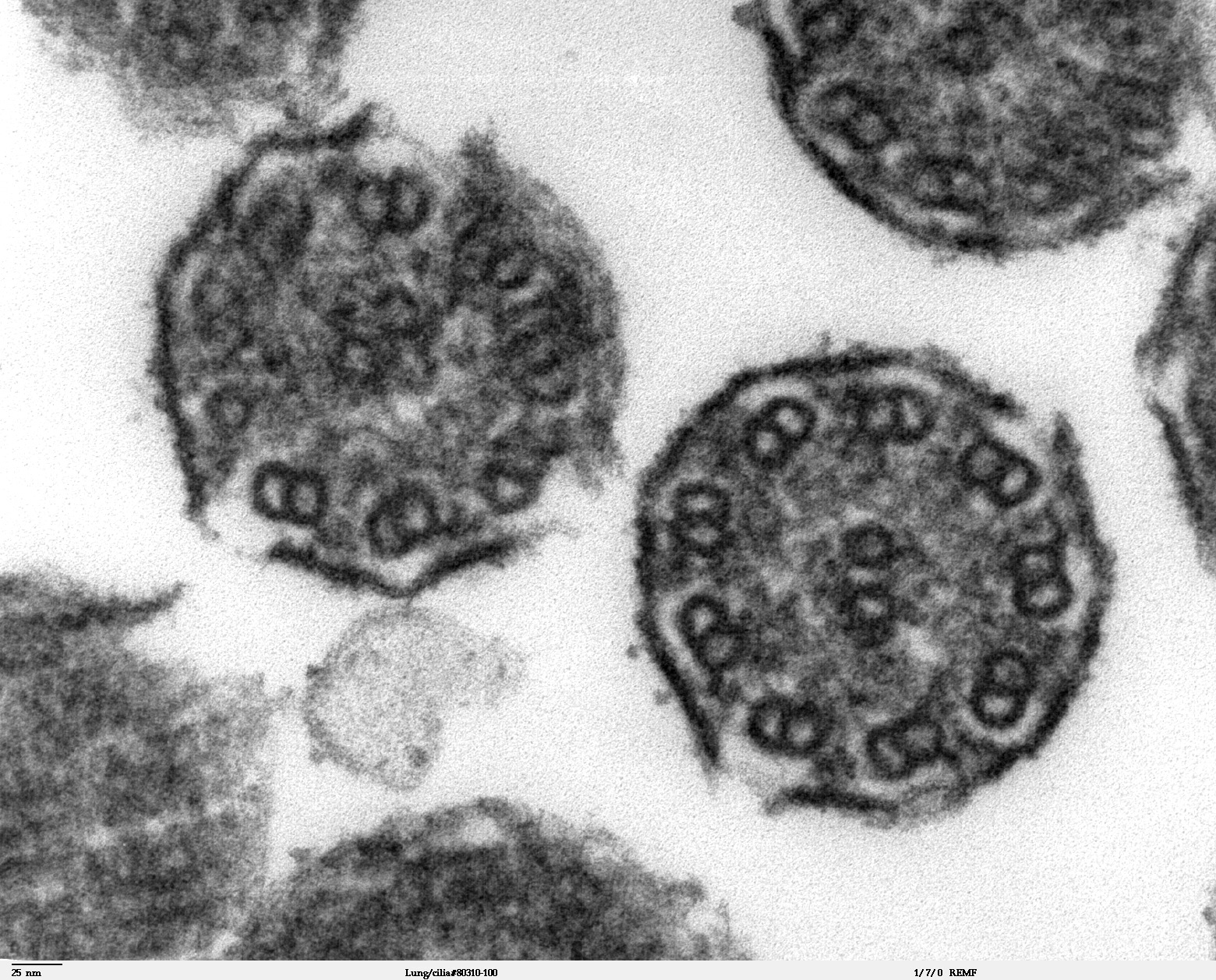
Війки в розрізі.

Війка, також цилій (лат. cilium, у множині cilia)  — органела, що є тонкою волоскоподібною структурою на поверхні еукаріотичної клітини.
Довжина війок може становити від 3-15 мкм до 2 мм, діаметр — 0,1-0,6 мкм. Війки можуть бути як рухомими, так і ні (у цьому випадку служать рецепторами). Характерні для інфузорій. У багатьох безхребетних тварин ними вкрита вся поверхня тіла (війчасті черви, личинки кишковопорожнинних та губок) або окремі його ділянки — наприклад, зябра у поліхет і двостулкових молюсків, підошва ноги у черевоногих молюсків, навколоротовий апарат у коловерток. Війки можуть утворювати різноманітні спеціалізовані структури. Наприклад, гребні пластинки реброплавів складаються з довгих (до 2 мм) війок, що зрослися. У багатьох безхребетних війки є також на клітинах кишкового епітелію. У хребетних (у тому числі людини) в багатьох органах теж є клітини з рухомими війками. У людини війчастим епітелієм вистелені, наприклад, дихальні шляхи.